# 克雷扎尼夫卡 (文尼察州)
49°42′26″N 28°25′21″E / 49.70722°N 28.42250°E
克雷扎尼夫卡（羅馬化：Kryzhanivka）是烏克蘭的村落，位於該國西部文尼察州，由赫梅利尼克區負責管轄，始建於1710年，面積0.52平方公里，海拔高度304米，2001年人口70，人口密度每平方公里134.62人。